# Ctenophthalmus breviprojiciens
Ctenophthalmus breviprojiciens är en loppart som beskrevs av Li Kueichen et Huang Guiping 1980. Ctenophthalmus breviprojiciens ingår i släktet Ctenophthalmus och familjen mullvadsloppor.

## Underarter
Arten delas in i följande underarter:
- C. b. breviprojiciens
- C. b. zhejiangensis
- C. b. yongjiaensis